# Radiophysique
Ne doit pas être confondu avec Physique médicale.
La radiophysique est une branche de la physique axée sur l'étude théorique et expérimentale de certains types de radiations : leurs émissions, propagations et interactions avec la matière.
Ce terme est utilisé dans plusieurs domaines :
- étude des ondes radio
- étude des ondes émises par radiologie
- étude de plages du spectre du rayonnement électromagnétique

On trouve parmi les principales applications de radiophysique la radiodiffusion, la radiolocalisation, la radioastronomie et la radiologie.

## Branches
- La radiophysique classique examine la communication et la détection des ondes radio
- Radiophysique quantique (physique des lasers et des masers ; Nikolai Basov était le fondateur de cette branche en Union soviétique)
- Radiophysique statistique